# Lorraine-Hanriot LH.70
Dimensions
Le Lorraine-Hanriot LH.70 ou S.A.B. LH.70 était un trimoteur français conçu selon un programme gouvernemental de 1930 pour un avion de police coloniale. Seuls deux exemplaires ont été construits.

## Spécifications
- Hélices : Levasseur à 2 pales
- Vitesse maximale : 240 km/h (150 mph, 130 kn) à 2 000 m (6 600 ft) ; 190 km/h (120 mph ; 100 kn) à cette altitude avec deux moteurs.
- Portée : 1 250 km (780 mi, 670 nmi) à 180 km/h (110 mph ; 97 kn)
- Temps de montée en altitude : 6,5 min jusqu'à 2 000 m (6 600 ft)